# Mitre 10 Cup 2020
Mitre 10 Cup 2020 – piętnasta edycja National Provincial Championship, mistrzostw nowozelandzkich prowincji w rugby union, a czterdziesta piąta ogółem. Zawody odbyły się w dniach 11 września – 28 listopada 2020 roku.
Czternaście uczestniczących zespołów rywalizowało systemem kołowym w ramach dwóch hierarchicznie ułożonych siedmiozespołowych dywizji, dodatkowo każda drużyna rozgrywała cztery spotkania z zespołami z innej dywizji. Najlepsze cztery drużyny z każdej grupy rywalizowały następnie w fazie pucharowej – zwycięzca Premiership triumfował w całych zawodach, zaś zwycięstwo w Championship było premiowane awansem do najwyższej klasy rozgrywkowej kosztem jej najsłabszej drużyny. Zwycięzca meczu zyskiwał cztery punkty, za remis przysługiwały dwa punkty, porażka nie była punktowana, a zdobycie przynajmniej czterech przyłożeń lub przegrana nie więcej niż siedmioma punktami premiowana była natomiast punktem bonusowym. W przypadku tej samej liczby punktów przy ustalaniu pozycji w grupie brane były pod uwagę kolejno następujące kryteria: wynik bezpośredniego meczu między zainteresowanymi drużynami, lepsza różnica punktów zdobytych i straconych we wszystkich meczach grupowych, wyższa liczba zdobytych przyłożeń, wyższa liczba zdobytych punktów, ostatecznie zaś rzut monetą. Pary spotkań międzydywizyjnych ustalono na początku listopada 2019 roku, cały terminarz został zaś ogłoszony pod koniec lutego 2020 roku. W maju 2020 roku w związku z pandemią COVID-19 ogłoszono, iż rozgrywki rozpoczną się we wrześniu tegoż roku, skorygowany terminarz został opublikowany pod koniec czerwca. Przed każdą kolejką wyznaczano sędziów pojedynków, a po jej zakończeniu publikowano jej podsumowanie
Do finału Premiership awansowały zespoły Tasman i Auckland, a w nim triumfował region Tasman broniąc tym samym tytułu sprzed roku. Powrót do elity zapewniła sobie drużyna Hawke’s Bay. Najwięcej punktów (119) w sezonie zdobył Bryn Gatland, w klasyfikacji przyłożeń z czternastoma zwyciężył zaś Salesi Rayasi. Najlepszym zawodnikiem tej edycji został uznany Folau Fakatava.

## Faza grupowa

### Mecze
| 11 września 202019:05 | North Harbour | 29:43 | Canterbury | North Harbour Stadium, Auckland Sędzia: Paul Williams |
| 11 września 202019:05 |               | 29:43 |            | North Harbour Stadium, Auckland Sędzia: Paul Williams |

| 12 września 202014:05 | Waikato | 53:28 | Wellington | FMG Stadium Waikato, Hamilton Sędzia: Dan Waenga |
| 12 września 202014:05 |         | 53:28 |            | FMG Stadium Waikato, Hamilton Sędzia: Dan Waenga |

| 12 września 202016:35 | Otago | 6:38 | Auckland | Forsyth Barr Stadium, Dunedin Sędzia: Nick Briant |
| 12 września 202016:35 |       | 6:38 |          | Forsyth Barr Stadium, Dunedin Sędzia: Nick Briant |

| 12 września 202019:05 | Counties Manukau | 24:41 | Tasman | Navigation Homes Stadium, Pukekohe Sędzia: Richard Kelly |
| 12 września 202019:05 |                  | 24:41 |        | Navigation Homes Stadium, Pukekohe Sędzia: Richard Kelly |

| 13 września 202014:05 | Northland | 43:26 | Manawatu | Semenoff Stadium, Whangarei Sędzia: Brendon Pickerill |
| 13 września 202014:05 |           | 43:26 |          | Semenoff Stadium, Whangarei Sędzia: Brendon Pickerill |

| 13 września 202014:05 | Taranaki | 36:29 | Bay of Plenty | TET Stadium & Events Centre, Inglewood Sędzia: Mike Fraser |
| 13 września 202014:05 |          | 36:29 |               | TET Stadium & Events Centre, Inglewood Sędzia: Mike Fraser |

| 13 września 202016:35 | Southland | 16:10 | Hawke’s Bay | Rugby Park Stadium, Invercargill Sędzia: James Doleman |
| 13 września 202016:35 |           | 16:10 |             | Rugby Park Stadium, Invercargill Sędzia: James Doleman |

| 18 września 202019:05 | Tasman | 54:21 | Northland | Lansdowne Park, Blenheim Sędzia: Paul Williams |
| 18 września 202019:05 |        | 54:21 |           | Lansdowne Park, Blenheim Sędzia: Paul Williams |

| 19 września 202014:05 | Waikato | 41:19 | North Harbour | FMG Stadium Waikato, Hamilton Sędzia: Mike Fraser |
| 19 września 202014:05 |         | 41:19 |               | FMG Stadium Waikato, Hamilton Sędzia: Mike Fraser |

| 19 września 202016:35 | Canterbury | 22:23 | Taranaki | Orangetheory Stadium, Christchurch Sędzia: Ben O’Keeffe |
| 19 września 202016:35 |            | 22:23 |          | Orangetheory Stadium, Christchurch Sędzia: Ben O’Keeffe |

| 19 września 202019:05 | Bay of Plenty | 17:14 | Southland | Rotorua International Stadium, Rotorua Sędzia: Dan Waenga |
| 19 września 202019:05 |               | 17:14 |           | Rotorua International Stadium, Rotorua Sędzia: Dan Waenga |

| 20 września 202014:05 | Hawke’s Bay | 31:17 | Counties Manukau | McLean Park, Napier Sędzia: Angus Mabey |
| 20 września 202014:05 |             | 31:17 |                  | McLean Park, Napier Sędzia: Angus Mabey |

| 20 września 202014:05 | Manawatu | 25:36 | Otago | Central Energy Trust Arena, Palmerston North Sędzia: Richard Kelly |
| 20 września 202014:05 |          | 25:36 |       | Central Energy Trust Arena, Palmerston North Sędzia: Richard Kelly |

| 20 września 202016:35 | Auckland | 21:39 | Wellington | Eden Park, Auckland Sędzia: James Doleman |
| 20 września 202016:35 |          | 21:39 |            | Eden Park, Auckland Sędzia: James Doleman |

| 25 września 202019:05 | Wellington | 32:10 | Bay of Plenty | Sky Stadium Sędzia: Brendon Pickerill |
| 25 września 202019:05 |            | 32:10 |               | Sky Stadium Sędzia: Brendon Pickerill |

| 26 września 202014:05 | Tasman | 34:17 | Waikato | Trafalgar Park, Nelson Sędzia: Richard Kelly |
| 26 września 202014:05 |        | 34:17 |         | Trafalgar Park, Nelson Sędzia: Richard Kelly |

| 26 września 202016:35 | Southland | 11:10 | North Harbour | Rugby Park Stadium, Invercargill Sędzia: James Munro |
| 26 września 202016:35 |           | 11:10 |               | Rugby Park Stadium, Invercargill Sędzia: James Munro |

| 26 września 202019:05 | Hawke’s Bay | 20:19 | Canterbury | McLean Park, Napier Sędzia: Cam Stone |
| 26 września 202019:05 |             | 20:19 |            | McLean Park, Napier Sędzia: Cam Stone |

| 27 września 202014:05 | Auckland | 50:12 | Manawatu | Eden Park, Auckland Sędzia: Dan Waenga |
| 27 września 202014:05 |          | 50:12 |          | Eden Park, Auckland Sędzia: Dan Waenga |

| 27 września 202014:05 | Taranaki | 19:30 | Otago | TET Stadium & Events Centre, Inglewood Sędzia: Angus Mabey |
| 27 września 202014:05 |          | 19:30 |       | TET Stadium & Events Centre, Inglewood Sędzia: Angus Mabey |

| 27 września 202016:35 | Counties Manukau | 15:24 | Northland | Navigation Homes Stadium, Pukekohe Sędzia: Ben O’Keeffe |
| 27 września 202016:35 |                  | 15:24 |           | Navigation Homes Stadium, Pukekohe Sędzia: Ben O’Keeffe |

| 2 października 202019:05 | Bay of Plenty | 16:20 | Auckland | Rotorua International Stadium, Rotorua Sędzia: Ben O’Keeffe |
| 2 października 202019:05 |               | 16:20 |          | Rotorua International Stadium, Rotorua Sędzia: Ben O’Keeffe |

| 3 października 202014:05 | Counties Manukau | 36:30 | Manawatu | Navigation Homes Stadium, Pukekohe Sędzia: Mike Fraser |
| 3 października 202014:05 |                  | 36:30 |          | Navigation Homes Stadium, Pukekohe Sędzia: Mike Fraser |

| 3 października 202016:35 | Northland | 35:25 | Taranaki | Semenoff Stadium, Whangarei Sędzia: Angus Mabey |
| 3 października 202016:35 |           | 35:25 |          | Semenoff Stadium, Whangarei Sędzia: Angus Mabey |

| 3 października 202019:05 | Canterbury | 31:26 | Wellington | Orangetheory Stadium, Christchurch Sędzia: Paul Williams |
| 3 października 202019:05 |            | 31:26 |            | Orangetheory Stadium, Christchurch Sędzia: Paul Williams |

| 4 października 202014:05 | North Harbour | 40:24 | Tasman | North Harbour Stadium, Auckland Sędzia: Nick Briant |
| 4 października 202014:05 |               | 40:24 |        | North Harbour Stadium, Auckland Sędzia: Nick Briant |

| 4 października 202014:05 | Southland | 9:10 | Waikato | Rugby Park Stadium, Invercargill Sędzia: Jono Bredin |
| 4 października 202014:05 |           | 9:10 |         | Rugby Park Stadium, Invercargill Sędzia: Jono Bredin |

| 4 października 202016:35 | Otago | 9:28 | Hawke’s Bay | Forsyth Barr Stadium, Dunedin Sędzia: Cam Stone |
| 4 października 202016:35 |       | 9:28 |             | Forsyth Barr Stadium, Dunedin Sędzia: Cam Stone |

| 9 października 202019:05 | Manawatu | 10:34 | Canterbury | Central Energy Trust Arena, Palmerston North Sędzia: Nick Briant |
| 9 października 202019:05 |          | 10:34 |            | Central Energy Trust Arena, Palmerston North Sędzia: Nick Briant |

| 10 października 202014:05 | North Harbour | 46:10 | Hawke’s Bay | North Harbour Stadium, Auckland Sędzia: Angus Mabey |
| 10 października 202014:05 |               | 46:10 |             | North Harbour Stadium, Auckland Sędzia: Angus Mabey |

| 10 października 202014:05 | Taranaki | 28:29 | Auckland | TET Stadium & Events Centre, Inglewood Sędzia: James Doleman |
| 10 października 202014:05 |          | 28:29 |          | TET Stadium & Events Centre, Inglewood Sędzia: James Doleman |

| 10 października 202016:35 | Wellington | 34:35 | Otago | Sky Stadium Sędzia: Angus Gardner |
| 10 października 202016:35 |            | 34:35 |       | Sky Stadium Sędzia: Angus Gardner |

| 10 października 202019:05 | Waikato | 36:13 | Counties Manukau | FMG Stadium Waikato, Hamilton Sędzia: Brendon Pickerill |
| 10 października 202019:05 |         | 36:13 |                  | FMG Stadium Waikato, Hamilton Sędzia: Brendon Pickerill |

| 11 października 202013:15 | Northland | 18:14 | Southland | Semenoff Stadium, Whangarei Sędzia: Richard Kelly |
| 11 października 202013:15 |           | 18:14 |           | Semenoff Stadium, Whangarei Sędzia: Richard Kelly |

| 11 października 202013:15 | Tasman | 33:7 | Bay of Plenty | Trafalgar Park, Nelson Sędzia: Cam Stone |
| 11 października 202013:15 |        | 33:7 |               | Trafalgar Park, Nelson Sędzia: Cam Stone |

| 16 października 202019:05 | Hawke’s Bay | 33:17 | Northland | McLean Park, Napier Sędzia: Brendon Pickerill |
| 16 października 202019:05 |             | 33:17 |           | McLean Park, Napier Sędzia: Brendon Pickerill |

| 17 października 202014:05 | Manawatu | 35:53 | Bay of Plenty | Central Energy Trust Arena, Palmerston North Sędzia: Jono Bredin |
| 17 października 202014:05 |          | 35:53 |               | Central Energy Trust Arena, Palmerston North Sędzia: Jono Bredin |

| 17 października 202014:05 | Wellington | 25:20 | North Harbour | Sky Stadium Sędzia: James Doleman |
| 17 października 202014:05 |            | 25:20 |               | Sky Stadium Sędzia: James Doleman |

| 17 października 202016:35 | Auckland | 31:10 | Tasman | Eden Park, Auckland Sędzia: Ben O’Keeffe |
| 17 października 202016:35 |          | 31:10 |        | Eden Park, Auckland Sędzia: Ben O’Keeffe |

| 18 października 202013:15 | Canterbury | 15:16 | Waikato | Orangetheory Stadium, Christchurch Sędzia: Richard Kelly |
| 18 października 202013:15 |            | 15:16 |         | Orangetheory Stadium, Christchurch Sędzia: Richard Kelly |

| 17 października 202019:05 | Southland | 9:17 | Taranaki | Rugby Park Stadium, Invercargill Sędzia: James Munro |
| 17 października 202019:05 |           | 9:17 |          | Rugby Park Stadium, Invercargill Sędzia: James Munro |

| 18 października 202013:15 | Otago | 40:22 | Counties Manukau | Forsyth Barr Stadium, Dunedin Sędzia: Angus Mabey |
| 18 października 202013:15 |       | 40:22 |                  | Forsyth Barr Stadium, Dunedin Sędzia: Angus Mabey |

| 23 października 202019:05 | Otago | 30:7 | Northland | Forsyth Barr Stadium, Dunedin Sędzia: Mike Fraser |
| 23 października 202019:05 |       | 30:7 |           | Forsyth Barr Stadium, Dunedin Sędzia: Mike Fraser |

| 24 października 202014:05 | Bay of Plenty | 44:8 | Canterbury | Tauranga Domain, Tauranga Sędzia: Cam Stone |
| 24 października 202014:05 |               | 44:8 |            | Tauranga Domain, Tauranga Sędzia: Cam Stone |

| 24 października 202016:35 | Hawke’s Bay | 47:12 | Manawatu | McLean Park, Napier Sędzia: Nick Briant |
| 24 października 202016:35 |             | 47:12 |          | McLean Park, Napier Sędzia: Nick Briant |

| 24 października 202019:05 | North Harbour | 23:22 | Auckland | North Harbour Stadium, Auckland Sędzia: Richard Kelly |
| 24 października 202019:05 |               | 23:22 |          | North Harbour Stadium, Auckland Sędzia: Richard Kelly |

| 25 października 202014:05 | Counties Manukau | 20:53 | Wellington | Navigation Homes Stadium, Pukekohe Sędzia: Dan Waenga |
| 25 października 202014:05 |                  | 20:53 |            | Navigation Homes Stadium, Pukekohe Sędzia: Dan Waenga |

| 25 października 202014:05 | Tasman | 47:10 | Southland | Trafalgar Park, Nelson Sędzia: James Doleman |
| 25 października 202014:05 |        | 47:10 |           | Trafalgar Park, Nelson Sędzia: James Doleman |

| 18 października 202016:35 | Waikato | 27:20 | Taranaki | FMG Stadium Waikato, Hamilton Sędzia: Angus Mabey |
| 18 października 202016:35 |         | 27:20 |          | FMG Stadium Waikato, Hamilton Sędzia: Angus Mabey |

| 30 października 202019:05 | Canterbury | 16:23 | Otago | Orangetheory Stadium, Christchurch Sędzia: Brendon Pickerill |
| 30 października 202019:05 |            | 16:23 |       | Orangetheory Stadium, Christchurch Sędzia: Brendon Pickerill |

| 31 października 202014:05 | Wellington | 3:19 | Tasman | Jerry Collins Stadium, Porirua Sędzia: Dan Waenga |
| 31 października 202014:05 |            | 3:19 |        | Jerry Collins Stadium, Porirua Sędzia: Dan Waenga |

| 31 października 202016:35 | Northland | 8:24 | North Harbour | Semenoff Stadium, Whangarei Sędzia: Cam Stone |
| 31 października 202016:35 |           | 8:24 |               | Semenoff Stadium, Whangarei Sędzia: Cam Stone |

| 31 października 202019:05 | Auckland | 31:10 | Waikato | Eden Park, Auckland Sędzia: James Doleman |
| 31 października 202019:05 |          | 31:10 |         | Eden Park, Auckland Sędzia: James Doleman |

| 1 listopada 202014:05 | Bay of Plenty | 22:17 | Hawke’s Bay | Tauranga Domain, Tauranga Sędzia: Jono Bredin |
| 1 listopada 202014:05 |               | 22:17 |             | Tauranga Domain, Tauranga Sędzia: Jono Bredin |

| 1 listopada 202014:05 | Manawatu | 24:12 | Southland | Manfeild, Feilding Sędzia: Nick Hogan |
| 1 listopada 202014:05 |          | 24:12 |           | Manfeild, Feilding Sędzia: Nick Hogan |

| 1 listopada 202016:35 | Taranaki | 27:31 | Counties Manukau | TET Stadium & Events Centre, Inglewood Sędzia: James Munro |
| 1 listopada 202016:35 |          | 27:31 |                  | TET Stadium & Events Centre, Inglewood Sędzia: James Munro |

| 6 listopada 202019:05 | Southland | 32:15 | Otago | Rugby Park Stadium, Invercargill Sędzia: Brendon Pickerill |
| 6 listopada 202019:05 |           | 32:15 |       | Rugby Park Stadium, Invercargill Sędzia: Brendon Pickerill |

| 7 listopada 202014:05 | Auckland | 24:20 | Northland | Eden Park, Auckland Sędzia: Nick Briant |
| 7 listopada 202014:05 |          | 24:20 |           | Eden Park, Auckland Sędzia: Nick Briant |

| 7 listopada 202016:35 | North Harbour | 32:5 | Counties Manukau | North Harbour Stadium, Auckland Sędzia: Cam Stone |
| 7 listopada 202016:35 |               | 32:5 |                  | North Harbour Stadium, Auckland Sędzia: Cam Stone |

| 7 listopada 202019:05 | Tasman | 0:29 | Canterbury | Lansdowne Park, Blenheim Sędzia: Mike Fraser |
| 7 listopada 202019:05 |        | 0:29 |            | Lansdowne Park, Blenheim Sędzia: Mike Fraser |

| 8 listopada 202014:05 | Hawke’s Bay | 34:18 | Wellington | McLean Park, Napier Sędzia: Richard Kelly |
| 8 listopada 202014:05 |             | 34:18 |            | McLean Park, Napier Sędzia: Richard Kelly |

| 8 listopada 202014:05 | Waikato | 30:33 | Bay of Plenty | FMG Stadium Waikato, Hamilton Sędzia: Dan Waenga |
| 8 listopada 202014:05 |         | 30:33 |               | FMG Stadium Waikato, Hamilton Sędzia: Dan Waenga |

| 8 listopada 202016:35 | Manawatu | 19:35 | Taranaki | Manfeild, Feilding Sędzia: Angus Mabey |
| 8 listopada 202016:35 |          | 19:35 |          | Manfeild, Feilding Sędzia: Angus Mabey |

| 13 listopada 202019:05 | Counties Manukau | 25:17 | Southland | Navigation Homes Stadium, Pukekohe Sędzia: Mike Winter |
| 13 listopada 202019:05 |                  | 25:17 |           | Navigation Homes Stadium, Pukekohe Sędzia: Mike Winter |

| 14 listopada 202014:05 | Northland | 28:17 | Waikato | Kaikohe Rugby Club, Kaikohe Sędzia: Mike Fraser |
| 14 listopada 202014:05 |           | 28:17 |         | Kaikohe Rugby Club, Kaikohe Sędzia: Mike Fraser |

| 14 listopada 202014:05 | Wellington | 31:5 | Manawatu | Sky Stadium Sędzia: Brendon Pickerill |
| 14 listopada 202014:05 |            | 31:5 |          | Sky Stadium Sędzia: Brendon Pickerill |

| 14 listopada 202016:35 | Otago | 20:26 | Tasman | Forsyth Barr Stadium, Dunedin Sędzia: James Munro |
| 14 listopada 202016:35 |       | 20:26 |        | Forsyth Barr Stadium, Dunedin Sędzia: James Munro |

| 15 listopada 202014:05 | Bay of Plenty | 37:33 | North Harbour | Tauranga Domain, Tauranga Sędzia: Richard Kelly |
| 15 listopada 202014:05 |               | 37:33 |               | Tauranga Domain, Tauranga Sędzia: Richard Kelly |

| 15 listopada 202014:05 | Taranaki | 33:34 | Hawke’s Bay | TET Stadium & Events Centre, Inglewood Sędzia: Jono Bredin |
| 15 listopada 202014:05 |          | 33:34 |             | TET Stadium & Events Centre, Inglewood Sędzia: Jono Bredin |

| 15 listopada 202016:35 | Canterbury | 34:33 | Auckland | Orangetheory Stadium, Christchurch Sędzia: Nick Briant |
| 15 listopada 202016:35 |            | 34:33 |          | Orangetheory Stadium, Christchurch Sędzia: Nick Briant |

## Faza pucharowa

### Premiership
|  |                   |               |          |                   |    |          |          |       |
|  | Półfinał          | Półfinał      | Półfinał |                   |    | Finał    | Finał    | Finał |
|  | Półfinał          | Półfinał      | Półfinał |                   |    | Finał    | Finał    | Finał |
|  | 21 listopada 2020 |               |          |                   |    |          |          |       |
|  |                   |               |          |                   |    |          |          |       |
|  | Auckland          | Auckland      | 23       |                   |    |          |          |       |
|  | Auckland          | Auckland      | 23       | 28 listopada 2020 |    |          |          |       |
|  | Waikato           | Waikato       | 18       |                   |    |          |          |       |
|  | Waikato           | Waikato       | 18       |                   |    | Auckland | Auckland | 12    |
|  | 21 listopada 2020 |               |          |                   |    | Auckland | Auckland | 12    |
|  |                   |               | Tasman   | Tasman            | 13 |          |          |       |
|  | Tasman            | Tasman        | Tasman   | Tasman            | 13 | 19       |          |       |
|  | Tasman            | Tasman        |          |                   |    |          |          |       |
|  | Bay of Plenty     | Bay of Plenty | 10       |                   |    |          |          |       |
|  | Bay of Plenty     | Bay of Plenty | 10       |                   |    |          |          |       |

| 21 listopada 202014:05 | Auckland | 23:18 | Waikato | Eden Park, Auckland Sędzia: Brendon Pickerill |
| 21 listopada 202014:05 |          | 23:18 |         | Eden Park, Auckland Sędzia: Brendon Pickerill |

| 21 listopada 202019:05 | Tasman | 19:10 | Bay of Plenty | Trafalgar Park, Nelson Sędzia: Richard Kelly |
| 21 listopada 202019:05 |        | 19:10 |               | Trafalgar Park, Nelson Sędzia: Richard Kelly |

| 28 listopada 202018:35 | Auckland | 12:13 | Tasman | Eden Park, Auckland Sędzia: Nick Briant |
| 28 listopada 202018:35 |          | 12:13 |        | Eden Park, Auckland Sędzia: Nick Briant |

### Championship
|  |                   |             |           |                   |    |             |             |       |
|  | Półfinał          | Półfinał    | Półfinał  |                   |    | Finał       | Finał       | Finał |
|  | Półfinał          | Półfinał    | Półfinał  |                   |    | Finał       | Finał       | Finał |
|  | 21 listopada 2020 |             |           |                   |    |             |             |       |
|  |                   |             |           |                   |    |             |             |       |
|  | Hawke’s Bay       | Hawke’s Bay | 59        |                   |    |             |             |       |
|  | Hawke’s Bay       | Hawke’s Bay | 59        | 27 listopada 2020 |    |             |             |       |
|  | Taranaki          | Taranaki    | 23        |                   |    |             |             |       |
|  | Taranaki          | Taranaki    | 23        |                   |    | Hawke’s Bay | Hawke’s Bay | 36    |
|  | 20 listopada 2020 |             |           |                   |    | Hawke’s Bay | Hawke’s Bay | 36    |
|  |                   |             | Northland | Northland         | 24 |             |             |       |
|  | Otago             | Otago       | Northland | Northland         | 24 | 19          |             |       |
|  | Otago             | Otago       |           |                   |    |             |             |       |
|  | Northland         | Northland   | 32        |                   |    |             |             |       |
|  | Northland         | Northland   | 32        |                   |    |             |             |       |

| 21 listopada 202016:35 | Hawke’s Bay | 59:23 | Taranaki | McLean Park, Napier Sędzia: Nick Briant |
| 21 listopada 202016:35 |             | 59:23 |          | McLean Park, Napier Sędzia: Nick Briant |

| 20 listopada 202019:05 | Otago | 19:32 | Northland | Forsyth Barr Stadium, Dunedin Sędzia: Mike Fraser |
| 20 listopada 202019:05 |       | 19:32 |           | Forsyth Barr Stadium, Dunedin Sędzia: Mike Fraser |

| 27 listopada 202019:05 | Hawke’s Bay | 36:24 | Northland | McLean Park, Napier Sędzia: James Doleman |
| 27 listopada 202019:05 |             | 36:24 |           | McLean Park, Napier Sędzia: James Doleman |